# 226

## Починали
- 12 януари – Света Татяна, Християнска светица